# La villa delle anime maledette
La villa delle anime maledette è un film del 1982 diretto da Carlo Ausino.
Pellicola horror italiana ambientata a Torino.

## Trama
Torino. In una notte d'estate del 1955, in una villa in collina durante un violento temporale, due uomini e una donna rimangono misteriosamente uccisi. 
Dopo oltre 25 anni il notaio Casati convoca gli eredi per la lettura del testamento. I tre eredi sono parenti tra loro, ma tutti residenti fuori Torino ormai da molti anni: Elisa vive a Parigi, Bruno (con la moglie Sonia) a Roma, Tony a Istanbul. Alla lettura del lascito scoprono di avere diritto all'immensa villa di famiglia, ma alla sola condizione di andarci a vivere tutti insieme e, naturalmente, senza possibilità di vendita. Appena concluso il trasloco nella nuova dimora, inizia però una serie agghiacciante di morti misteriose che sconvolge la famiglia, riportando alla luce una maledizione mai estinta. 

## Produzione

### Riprese
La villa del titolo si trova a Candia Canavese.

## Distribuzione
Il film è stato distribuito nelle sale cinematografiche italiane il 14 maggio 1982.

### Edizioni home video
- Una videocassetta VHS con il codice identificativo 307 è stata distribuita in Italia dalla General Video nel 1985.[3]
- La pellicola è stata distribuita nel 1987 dalla Mogul in una videocassetta VHS con il codice identificativo MOG 1017 negli Stati Uniti d'America con il titolo Don't Look in the Attic.

## Accoglienza

### Critica
Leonardo Autera del Corriere della Sera recensì il film in maniera negativa, criticando la "storia estremamente squinternata, che si sviluppa a dispetto di ogni logica."
Sulla rivista Cineforum (in un articolo a firma di F. Troiano) la pellicola è stata invece recensita tutto sommato positivamente e giudicata come un'opera interessante. Viene criticata la sceneggiatura per la sua poca originalità, ma vengono apprezzati certe raffinatezze tecniche capaci di creare atmosfere adeguate per un film di questo tipo e il moderato ricorso all'uso di scene sanguinolente.